# سينثيا كولي
سينثيا كولي (بالإنجليزية: Cynthia Cooley)‏ هي رسامة أمريكية، ولدت في 17 يوليو 1931.